# Niederwald
Pour les articles homonymes, voir Niederwald (homonymie).
Niederwald est une localité et une ancienne commune suisse du canton du Valais, située dans le district de Conches.

## Géographie
Le village de Niedewald se situe au-dessus de Fiesch, à 6 km au nord-est de celle-ci et à 8 km au sud-ouest de Münster, sur l'ancienne route principale venant d'Ernen, qui traversait le Rhône à la hauteur du hameau abandonné de Rottenbrigge pour rejoindre le versant droit de la vallée. 

## Toponymie
Le nom de la commune, qui s'oppose à Oberwald, désigne la partie inférieure (nieder) de la forêt (Wald) située dans la vallée de Conches.
Sa première occurrence écrite date de 1438, sous la forme de wald Niederwald.

## Histoire
Le village est détruit par une avalanche en 1419.
La commune fusionne le 1er janvier 2017 avec les communes de Blitzingen, de Grafschaft, de Münster-Geschinen et de Reckingen-Gluringen pour former la commune de Goms.

## Population et société

### Surnoms
Les habitants de la localité sont surnommés les Renards (die Füchse en allemand) et d'Lattustecker, soit les planteurs de lattes en dialecte haut-valaisan.

### Démographie
L'ancienne commune comptait 123 habitants en 1850, 123 en 1900, 145 en 1950 et 70 en 2000.

## Patrimoine bâti

### Architecture religieuse
Église Saint-Théodule. Une chapelle est attestée en 1464 et une église plus grande, dotée d’un clocher, est élevée en 1666. L’église est consacrée en 1678. Durant la seconde moitié du XVIIIe siècle le peintre Johann Georg Pfefferle orne les voûtes de la nef de médaillons illustrant les Sept Douleurs de Marie, et celles du chœur avec trois scènes de la vie de saint Théodule. Importantes restaurations et rénovations en 1910 et 1948.
Autels. Le maître-autel dédié aux saints Théodule, Pierre et Maurice, a été sculpté en 1787 par Johann Baptist Lagger, en intégrant un retable de 1678. À gauche, l’autel latéral, dont le retable peut être attribué à Anton Sigristen, est celui de la Sainte-Famille et du Rosaire. À droite, l’autel latéral est consacré aux Trois Rois et aux Sept Douleurs de Marie. La chaire, vers 1700, est sans doute l’œuvre de Johann Sigristen, et les fonts baptismaux, de 1671 portent un couvercle monumental. Celui-ci, en bois sculpté, du troisième quart du XVIIIe siècle, est dû sans doute à l’atelier de Peter Lagger.

### Architecture civile
L’école et maison de commune a été bâtie en 1526.
« Schloss » Tout au haut du village, à sa limite orientale, l’une des plus grandes demeures du lieu est appelée localement le « Schloss » (château), bien que l’édifice, hormis sa taille imposante, ne se distingue guère de l’architecture du reste du village. En bois, comme toutes les habitations du village, il réunit deux parties d’époques différentes : l’une élevée au XVIe siècle ou durant le premier tiers du XVIIe siècle, l’autre plus ancienne, ou tout au moins construite avec des bois plus anciens. L’un des poêles affiche les initiales AHM et le millésime 1840 et, au-dessous, sa date primitive, 1771. Un autre poêle de 1860 montre un médaillon orné de rinceaux et de lauriers, avec les initiales d’un couple : « A[nton] R[itz]/18 IHS [Maria]C[reszentia] H[eimen]/60 ».
Cette demeure est la maison natale de Lorenz Justin Ritz (de), portraitiste et peintre religieux du XIXe siècle. Fils de Josef Ignaz Ritz, agriculteur et sacristain de la paroisse, et de Katharina Schwick, fille de menuisier et sculpteur, il est né au « Schloss » le 5 septembre 1796.

## Musée
L'ancienne gare de Niederwald est devenue[Quand ?] la Station Ritz Niederwald, à la fois bistro, shop, musée et lieu de rencontre[réf. nécessaire].

## Héraldique
| Blason | Blasonnement : « D'or à trois sapins de sinople fûtés au naturel et plantés sur trois coupeaux de sinople, au comble d'azur. » |

Les armoiries communales valaisannes sont soumises à l'approbation du Conseil d'État.

## Personnalités liées la commune
La famille Ritz est liée à Niederwald. Elle a fourni, au XIXe siècle plusieurs artistes de renom, comme le sculpteur Anton Ritz (1800-1853), le peintre Franz Ritz (1788-1859), le peintre d’église et portraitiste Lorenz Justin Ritz (1796-1860) né dans ce village dans le bâtiment appelé "Schloss", et le fils de ce dernier, Raphael Ritz (1829-1894) qui fut l’un des principaux peintres suisses de son temps.
César Ritz (1850-1918), le fondateur des célèbres hôtels « Ritz », est également né à Niederwald. Il est mort à Paris en 1918. Ses cendres ont été rapatriées en 1961, à la mort de son épouse Marie-Louise, née Beck. Leur tombe commune se trouve au cimetière du village.